# Tomb Raider: Anniversary
Lara Croft Tomb Raider: Anniversary (с англ. — «Лара Крофт Расхитительница Гробниц: Юбилейное Издание») — компьютерная игра в жанре action-adventure, ремейк первой части игры серии Tomb Raider. Разработана компанией Crystal Dynamics, издана компанией Eidos Interactive. Игра основана на сюжете первой части игры: Лара Крофт, нанятая Жаклин Натлой (в прошлом одна из трёх правителей Атлантиды) для поисков мифического предмета под названием Сцион (в русском переводе — «Наследие»).

## Сюжет

### Завязка
Действие игры разворачивается в 1996 году. Лара Крофт находится в Калькутте, Индия. Там она встречает старого и, судя по её реакции на его приход, не самого хорошего знакомого — Ларсона Конвэя. Он знакомит Лару со своим боссом — Жаклин Натлой, главой компании «Натла Текнолоджис». Мисс Натла предлагает Ларе заняться поисками «Наследия Атлантиды», якобы для её научных исследований. Лара соглашается и Натла сообщает ей место нахождения первой части Наследия — Перу. Лара немедленно отправляется туда.

### В Перу
По прибытии в Перу, проводник Лары погибает от атаки волков, и Ларе приходится идти одной. Ей удается пройти по сырым и заснеженным пещерам, далее она находит город Вилькабамба, в котором теперь живут лишь волки и медведи. Найдя ключ от ворот города, она попадает в огромное помещение с водопадом, множеством лестниц и деревянных механизмов. Гробница Куалопека, где находится первая часть Наследия, находится за водопадом, поэтому ей приходится найти недостающие части механизма спуска дамбы. В поисках последней части механизма она попадает в зелёную долину, в которой все ещё живут… динозавры. После схватки с тираннозавром она находит последний элемент механизма, возвращается к водопаду и активирует дамбу. Далее Лара после долгих блужданий по помещениям гробницы открывает её и находит статую царя-бога Куалопека. На стене Лара читает, что он был одним из членов Триумвирата, священных хранителей наследия Атлантиды. Забрав часть Наследия, Лара замечает, что статуя Куалопека пришла в движение, затем начинает обваливаться потолок, и Лара бежит прочь. На выходе её ждет Ларсон, который хочет забрать у неё часть Наследия. После схватки с ним Лара отправляется в офис Натлы, где узнает, где находится следующая часть Наследия.

### В Греции
Вторая часть Наследия находится в Греции, в гробнице царя-бога Тихокана, вход в который находится в подвалах средневекового монастыря Святого Франциска. По прибытии на место Лара встречает своего старого соперника (также работающего на Натлу) Пьера Дюпона. Между ними завязывается диалог о жизни и роли денег в ней. Далее Лара находит путь к огромному подземному помещению, в котором находится 4 двери в катакомбы 3 греческих богов: Посейдона, Атласа, Гефеста и одного персонажа греческого предания — Дамокла. Для того, чтобы открыть ворота внизу помещения, Ларе приходится побывать в каждой из комнат. В комнате Посейдона Ларе приходится разгадать загадку с системой затапливания и осушения комнаты; в комнате Атласа Лара должна проявить высокий уровень скорости и реакции, чтобы выжить; в комнате Гефеста ей придется столкнуться с шаром, метающим молнии, и поработать с огромным молотом, а в комнате Дамокла избежать гибели от мечей в потолке. Открыв ворота внизу, Лара попадает в Колизей. Там она сражается с гориллами и львами. Из колизея Лара попадает в Палаты мифического царя Мидаса. С помощью статуи Мидаса и его легендарной способности Лара должна превратить свинцовые слитки в золотые, чтобы пройти дальше в гробницу Тихокана. На крышке каменного саркофага она читает, что Тихокан также был членом Триумвирата. Лара сдвигает её, но саркофаг пуст. Внезапно сзади Пьер Дюпон приставляет пистолет к затылку Лары, при этом он держит вторую часть Наследия в другой руке и требует первую часть (ту, что Лара нашла в Перу) в обмен на её собственную жизнь. Но Лара отказывается отдать Пьеру то, что он хочет, между ними завязывается перестрелка, потерпев поражение, Пьер выбегает из здания гробницы, но там его подстерегают ожившие статуи кентавров, которые оберегали гробницу. Они убивают Пьера, а перед этим он кинул Наследие Ларе, чтоб кентавры напали на неё. После схватки с кентаврами у Лары случается видение: Тихокан и Куалопек на вершине пирамиды судят третьего члена Триумвирата — свою сестру. Из видения Лара узнает, что третья часть Наследия в Египте.

### В Египте
Лара прибывает в Египет и почти сразу же ей приходится сразиться с существами, напоминающими мумии огромных кошек. Посреди площади, где Лара дралась с мумиями, стоит обелиск с четырьмя местами для ключей. Лара отправляется на поиски ключей. В поисках, проходящих по песчаным помещениям, Лара находит огромные ворота и четыре цилиндрических обелиска. Отодвигая ящики в стенах, с помощью подсказок в маленьких помещениях, Лара открывает ворота и попадает в помещение, посреди которого стоит гигантский обелиск, а на каждой его стороне, в нишах, лежат ключи. К одному ключу путь Лара находит быстро: рядом есть рубильник. К другим Лара пробирается через множество ловушек и толпы мумий. Собрав ключи, Лара возвращается на площадь и открывает с их помощью дверь в Святилище Наследия. Святилище — это полностью затопленное помещение со статуями Гора и Анубиса в нём. Пробравшись в зал Наследия, Лара разбирается с мумиями и кентаврами и с помощью первых двух частей Наследия открывает вход к третьей. В момент, когда Лара взяла третью часть Наследия, начинается обрушение потолка, но в противоположной стене открывается тайная дверь, и Лара выбегает через неё на улицу, но не на ту, где она оказалась в начале локации (вероятно, храм был сделан в горе, и Лара просто выскочила с другой стороны). Соединив все три части, у Лары опять случается видение: она снова видит Куалопека и Тихокана на пирамиде, а их сестрой оказывается… Натла. Именно она уничтожила Атлантиду, когда захотела завладеть всем Наследием. Она тяжело ранила Куалопека, за что Тихокан запер её навеки в глыбе льда. Со словами «… а я восстану из пепла ваших костей, чтобы завершить начатое!» она была заключена в темницу. Когда Лара пришла в себя, она обнаружила, что Натла нашла её и забрала Наследие. Она приказала убить Лару, но та смогла сбежать, и спрятаться на яхте Натлы.

### На Атлантиде
Прибыв на остров посреди океана, Лара без оружия пытается найти Натлу. Она исследует раскопки, где находит своё оружие, и убивает Ларсона, так как тот не пускал её к Натле. Добравшись до входа в Великую Пирамиду, Лара сталкивается с подручными Натлы. В поединке с Ларой они убивают друг друга. Лара входит в пирамиду и там её ждут монстры, населяющие Атлантиду. Позже Лара встречается с Натлой, та, уже в царском наряде, агитирует Лару встать на её сторону, но Лара отказывается и выстрелом разбивает Наследие. В гневе Натла кидается на Лару, и они обе падают вниз. Лара успевает крюком зацепиться за платформу, а Натла с диким воплем падает в раскаленную лаву. Далее Лара побеждает гигантского монстра, потом находит обгоревшую Натлу и после очередного сражения обрушивает на неё колонну. Лара садится на яхту Натлы и отплывает от горящего острова.

## Геймплей
Боевая система значительно отличается от предыдущей части. Героиня автоматически прицеливается в противников, что позволяет вести огонь во время движения. Появился режим замедления времени с использованием Quick Time Events, который позволяет в некоторых случаях применить определённый порядок действий и взять верх над врагом. При стычке с более сильными врагами есть возможность использовать Adrenaline Dodge (адреналиновый уворот). При помощи такого приёма героиня быстро уходит от атаки врага, и имеет возможность прицельно выстрелить в голову. Такое действие вызывает моментальную смерть соперников.
Взаимодействие с окружающим миром позволяет использовать большой набор акробатических приёмов. Лара Крофт способна быстро бегать, прыгать, карабкаться по стенам, используя различные уступы. На верёвках или столбах можно раскачиваться, чтобы совершить дальний прыжок. Закреплённая к определённой точке верёвка даёт возможность пробежать по стене.

## Персонажи

### Лара Крофт, графиня Аббингдонская
Графиня Аббингдонская. Очень умна, хорошего телосложения, она путешествует по миру в поисках различных артефактов. Лара — известный археолог-авантюрист, она ищет приключений зачастую в очень опасных местах — древних руинах, гробницах, и на пути её подстерегают множество ловушек и пазлов, а также множество самых разных врагов — конкуренты, гангстеры, опасные животные (включая динозавров) и множество мифических существ.
В 1996 году по заказу Жаклин Натлы отправилась на поиски Наследия Атлантиды.

### Жаклин Натла
Натла была одним из членов Триумвирата, органа власти Атлантиды. Однако позже была осуждена за неправильное использование власти и была заключена в ледяную тюрьму своими братьями Тихоканом и Куалопеком. В 1945 году, во время ядерных испытаний, Натла смогла выбраться из темницы. Она взяла имя Жаклин и, используя свои знания, основала собственную компанию «Натла Текнолоджис». В 1996 году она наняла археолога-авантюристку Лару Крофт, для поисков части Наследия Куалопека в Перу. В Египте Натла отобрала у Лары все три части Наследия и отправилась к маленькому острову в Атлантике, который являлся вершиной пирамиды Атлантиды.
В Великой Пирамиде Атлантиды Натла собиралась с помощью Наследия развести новую расу монстров, которые, по её идее, должны были заменить «устаревших» людей. Поняв это Лара уничтожила Наследие. В конце-концов Лара победила Натлу, привалив её колонной.

### Ларсон Конвэй
Родился в Литл-Роке, Арканзас, США, в 1967 году. В 1995, он работал с Пьером Дюпоном в попытке приобрести Философский Камень в Риме. Не самый хороший знакомый Лары Крофт.
В 1996, Ларсон встречается с Ларой в Индии от имени Жаклин Натлы, главы «Натла Текнолоджис». После того, как Лара находит часть Наследия в Перу, Ларсон пытается забрать её у героини, но проигрывает. Позже, Ларсон нападает на Лару в Египте. На острове в Атлантиде Ларе пришлось его убить.

### Пьер Дюпон
Пьер Дюпон родился в Нанте, Франции, в 1951 году. В 1995, работал с Ларсоном Конвэем в попытке найти Философский Камень.
В конце 1996 года, Пьера нанимает Жаклин Натла, чтобы найти вторую часть Наследия в Греции. Он встретил там Лару и пытался убить её. Когда Лара нашла гробницу Тихокана, она сталкивается с Пьером, и между ними завязывается борьба. После того как Пьер захватил Наследие просыпаются статуи кентавров. Они убивают Пьера.

### Колд
Кин «Колд» Кейд. Телохранитель Жаклин Натлы. Жестокий, неуравновешенный психопат-убийца. В тюрьме, где он сидел, было зверски убито несколько заключённых. Был выпущен на поруки Натлы, вопреки ярым протестам тюремного психолога.
Погиб от рук Кида на острове в Атлантиде.

### Кид
Джером «Кид» Джонсон. Ещё один наёмник Жаклин Натлы. Молодой парень, лидер одной из бандитских группировок Лос-Анджелеса. В прошлом попытался ограбить машину Натлы со своей бандой, что привело к гибели всей банды, кроме Кида, его Натла оставила как связного в преступном мире Лос-Анджелеса.
Был смертельно ранен Колдом на острове в Атлантиде, убив последнего, и тем самым сохранив Ларе Крофт жизнь.

## Отзывы
| Сводный рейтинг | Сводный рейтинг | Сводный рейтинг | Сводный рейтинг | Сводный рейтинг | Сводный рейтинг |
| Издание         | Оценка          | Оценка          | Оценка          | Оценка          | Оценка          |
| Издание         | PC              | PS2             | PSP             | Wii             | Xbox 360        |
| --------------- | --------------- | --------------- | --------------- | --------------- | --------------- |
| GameRankings    | 84,28 %         | 81,15 %         | 79,24 %         | 73,28 %         | 77,01 %         |